# NGC 2350
NGC 2350 ist eine linsenförmige Galaxie vom Hubble-Typ S0/a im Sternbild Kleiner Hund nördlich der Ekliptik. Sie ist schätzungsweise 79 Millionen Lichtjahre von der Milchstraße entfernt und hat einen Durchmesser von etwa 35.000 Lj.
Das Objekt wurde am 18. Januar 1874 von Édouard Stephan entdeckt.